# Hudson Commodore
Hudson Commodore — марка автомобилей представительского класса, выпускавшаяся Hudson Motor Car Company в Детройте, штат Мичиган, с 1941 по 1952 год (исключая период Второй мировой войны). В годы производства Commodore считалась наиболее большой и роскошной моделью Hudson.

## Первое поколение

### 1941

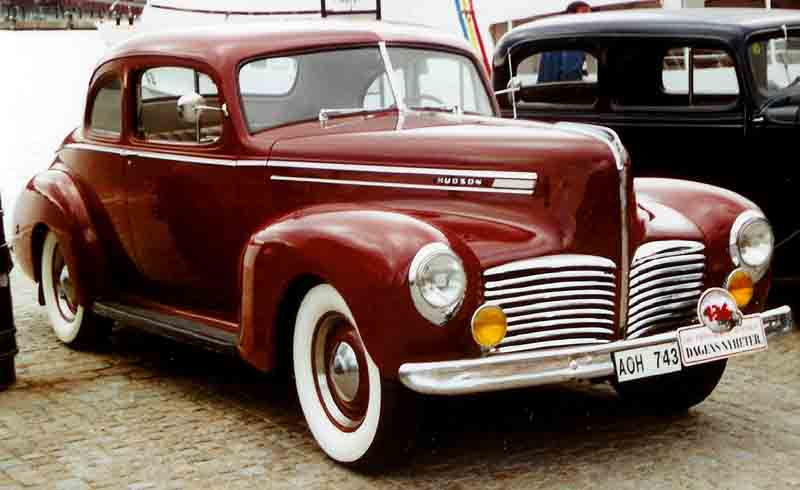
Купе 1941 года

Commodore и Commodore Custom впервые представлены в 1941 году. Базовая модель Commodore имела колёсную базу 3073 мм, в то время, как Commodore Custom имел базу 3073 мм для кузова купе и 3251 мм для кузова седан. Автомобили оснащались 6-цилиндровым двигателем Hudson рабочим объёмом 3,3 л и мощностью 102 л.с. (76 кВт), либо 8-цилиндровым двигателем объёмом 4,2 л мощностью 128 л.с. (95 кВт).
В момент начала производства Commodore она считалась самой большой и комфортабельной моделью Hudson, состоявшей из купе, седанов и кабриолетов. Навесной капот автомобиля открывался под ветровым стеклом.

### 1942
В 1942 году Commodore были модернизированы: получили скрытые накладками боковые подножки, новые решётки спереди и другие незначительные изменения. Опционально устанавливалась система «Drive-Master» с вакуумным усилителем сцепления и тремя режимами работы — ручной, полуавтоматической и полностью автоматической.
Производство продолжалось до конца января 1942 года, после чего Hudson Motor Car Company, в связи со вступлением США во Вторую мировую войну, перешла на изготовление военной техники.

## Второе поколение

### 1946

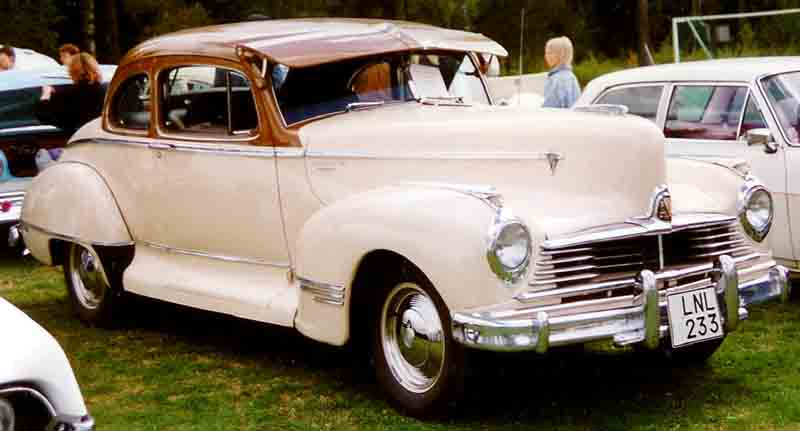
Купе Hudson Commodore 1947 года

Производство гражданских автомобили было возобновлено 30 августа 1945 года. Кузова типа купе, седан и кабриолет базировались на довоенной модели 1942 года. Были произведены незначительные косметические изменения, главным из которых стала новая решётка радиатора — не выпуклая, как прежде, а вогнутая внутрь.
Commodore и Commodore Custom были вполне конкурентоспособными для своего времени и оснащались дверными подлокотниками, пепельницами, стеклоочистители, ящики для перчаток, ковровое покрытие, позолоченные обозначения на приборной панели. Кроме того, на серии Commodore были впервые установлены поролоновые сидения.

### 1947
В 1947 году производство Hudson Commodore Eight увеличилось с 8193 в предыдущем году до 12593 штук.

## Третье поколение

### 1948

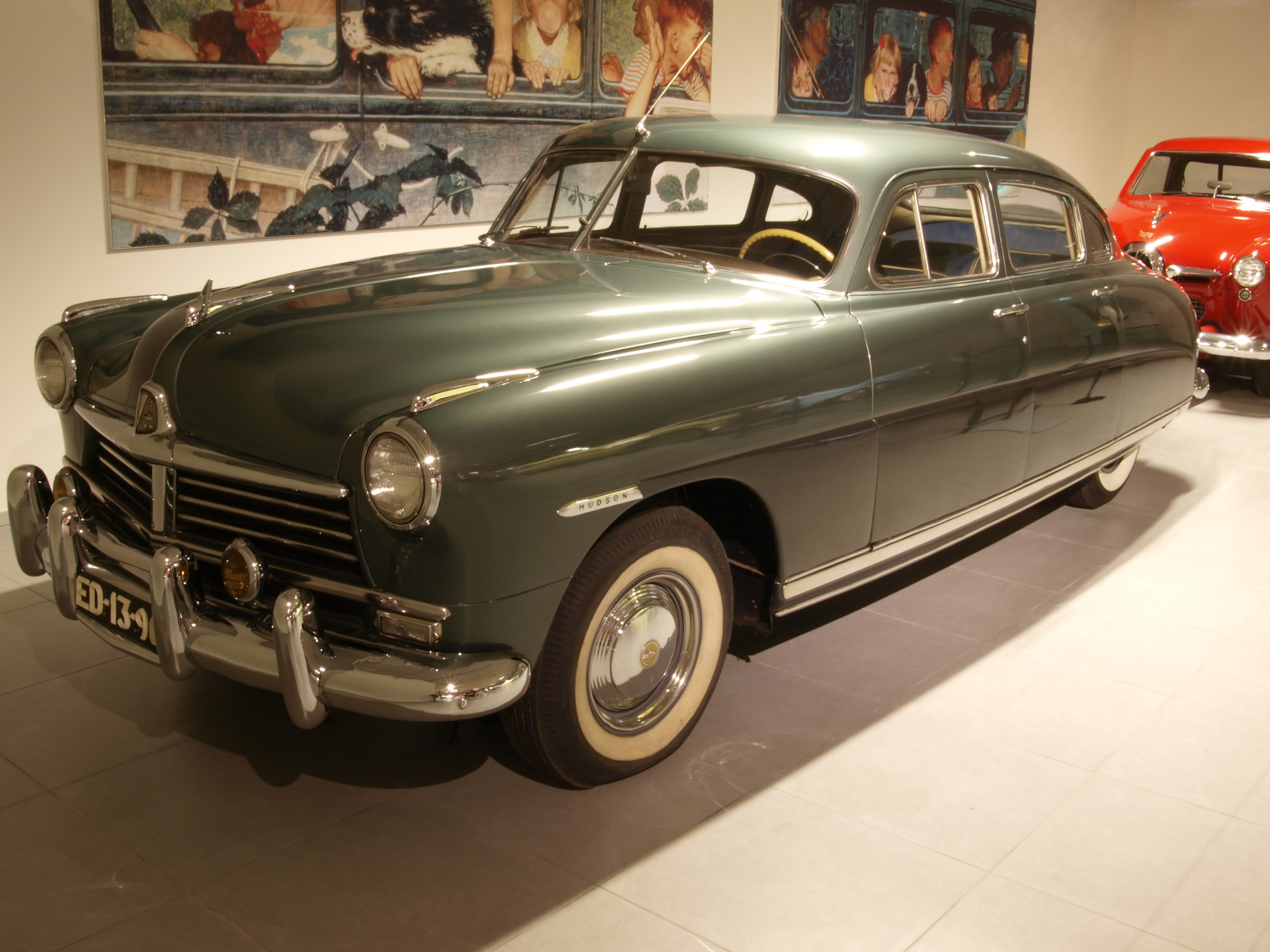
Седан Hudson Commodore 1949 года

В декабре 1947 года Hudson Commodore стал одним из первых послевоенных автомобилей с современным дизайном. В 1948 году открывается новая дочерняя фирма Hudson — «Monobuilt», производящая автомобили по новому принципу «step-down». Новый дизайн был разработан Фрэнком Спрингом и Бетти Тэтчер, первой американской женщиной—автодизайнером.
Принцип «step-down» означал такое строение кузова, при котором пассажиры и водитель оказывались бы под дополнительной защитой в кузове автомобиля «понтонного» стиля. Характер внешней линии кузова визуально обтекал машину так, что «новый Hudson походил на автомобиль мечты прямо из автосалона».
В 1948 году Commodore и Commodore Custom стали единой серией, на которую по желанию могли устанавливаться 6 и 8-цилиндровые моторы. Hudson по-прежнему предлагал множество дополнительных функций. В седанах устанавливались интерьеры из сукна, в кабриолетах — из кожи. Производство Commodore Eight составило 35315 экземпляров.

### 1949

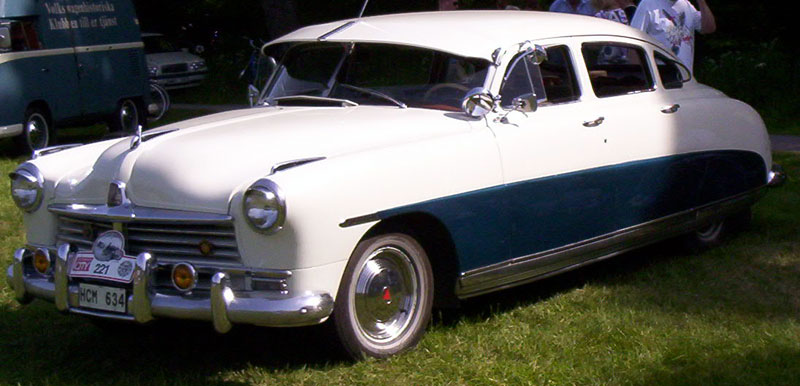
Седан Hudson Commodore 1949 года

В 1949 году в линию Commodore были включены ещё более роскошные модели. Hudson изготавливал пластиковые модели и чертежи новой Commodore Eight для способствования проектировки и производства новых машин.

### 1950

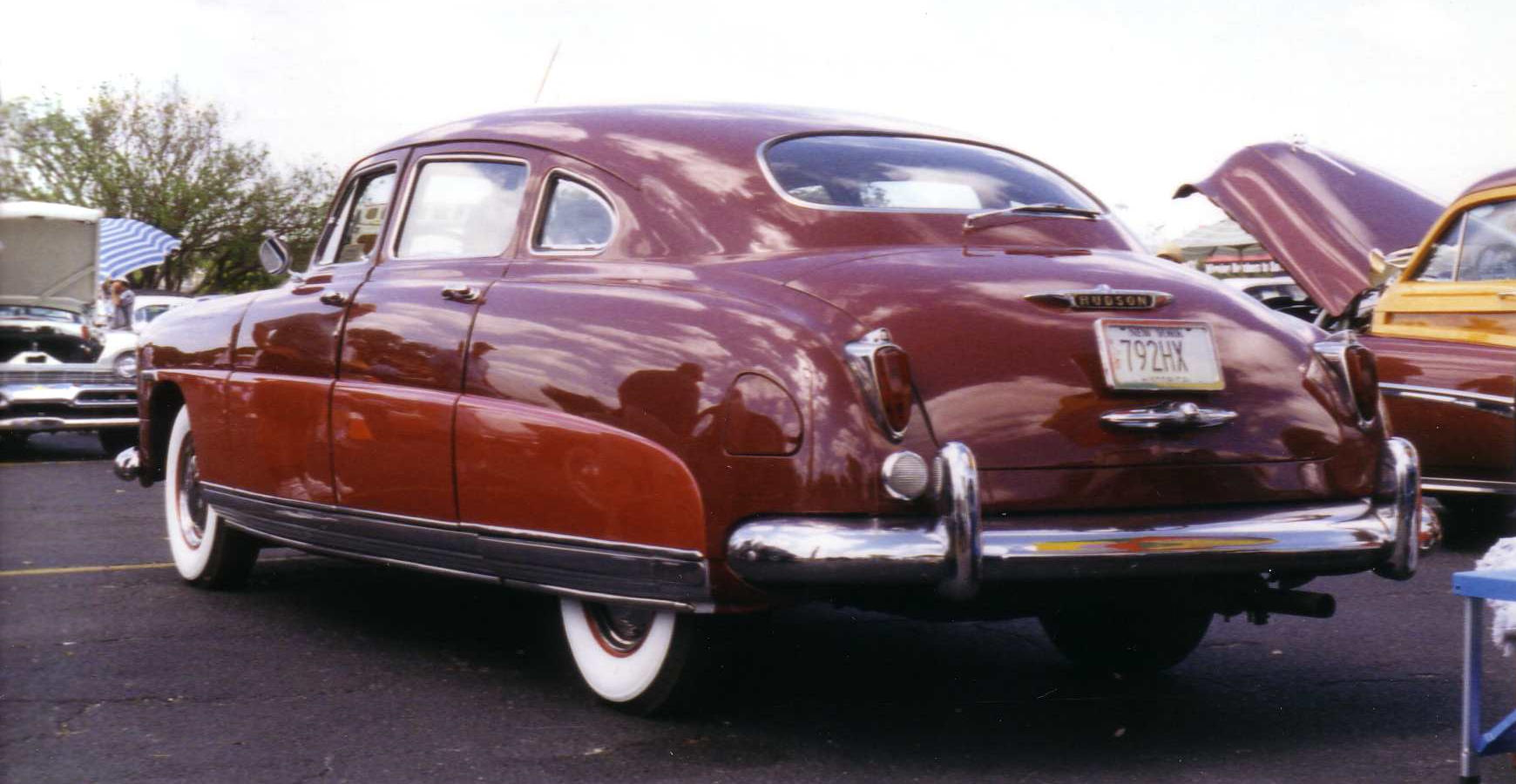
4-дверный седан Hudson Commodore 1950 года

В последующие годы в дизайн вносились лишь незначительные изменения. Новый кабриолет Custom Commodore представлен в середине апреля 1950 года.

### 1951
В 1951 году Hudson представил новый 6-цилиндровый двигатель и начал устанавливать на свои машины разработанную General Motors трансмиссию «Hydra-Matic».

### 1952

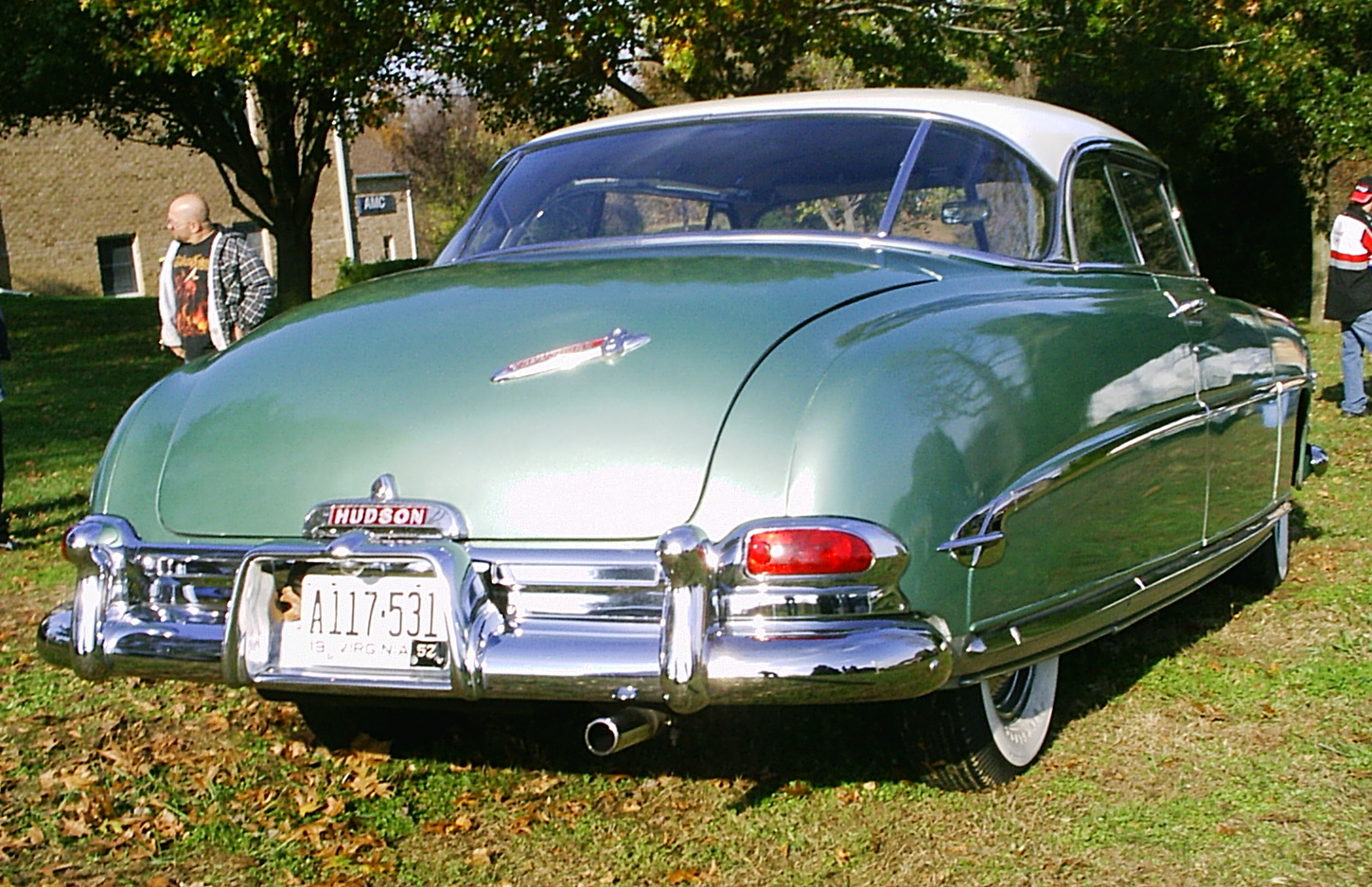
2-дверный хардтоп Hudson Commodore 1952 года

В 1952 году серия Commodore разделяется на Six series и Eight series. Производится ещё одно изменение отделки, но к 1952 году стиль «step-down» стремительно устаревает. Президент компании Hudson А. Е. Барит выдвигает план производства малолитражной серии Jet.
С 1953 года выпускались только Hudson Wasp и Hudson Hornet, а также малолитражки Hudson Jet.

## Шоу-кар 1957 года
В 1954 году Hudson Motor Car Company сливается с Nash в American Motors Corporation (AMC). Основное производство Hudson переносится в город Кеноша, штат Висконсин. В 1955 году AMC заключает контракт с Ричардом Арбибом, который разрабатывает уникальный стиль «V-Line», однако это не помогло привлечь новых покупателей и в 1955 году производство резко падает.
В последний год существования Hudson урезает свой модельный до единственной модели Hudson Hornet, предлагаемой в двух модификациях — Custom и Super. Однако в 1957 году AMC выпускает в единственном экземпляре шоу-кар Hudson Commodore, идентичный Hornet, но с позолоченной отделкой и специальной обивкой.